# روبرت لام
روبرت لام هو صحفي ماليزي، ولد في 4 أبريل 1945، وتوفي في 23 يناير 2010 بسبب ورم ميلانيني.